# Das Geheimnis des Sees
Das Geheimnis des Sees ist ein Kriminalfilm von 1916 der deutschen Stummfilm reihe Tom Shark.

## Handlung
Tom Shark klärt einen Fall von Diamantenschmuggel auf.

## Hintergrund
Produziert wurde der Film von der Decla-Film-Gesellschaft Holz & Co. Er hatte eine Länge von vier Akten. Von der Zensur wurde er im Oktober 1916 geprüft. Die Polizei Berlin belegte ihn mit einem Jugendverbot (Nr. 39898). Die Uraufführung war am 20. Oktober 1916 im Berliner Marmorhaus.